# いつか見た青い空 (海援隊の曲)
「いつか見た青い空」（いつかみたあおいそら）は、日本のフォークバンド・海援隊のメジャー28作目（通算32作目）のシングル。

## 概要
- 前作「早春譜」から7か月ぶりにして、アルバム『3年B組金八先生主題歌集』からの先行シングル。
- 表題曲はメンバーの武田鉄矢主演のテレビドラマ『3年B組金八先生』の第8シリーズ主題歌に起用された。同作のタイアップを手掛けるのは通算7作目となった。
- 今作で結成以来初となるミュージック・ビデオが制作された[1][2]。
- オリコンチャート最高位71位を獲得。5作連続で圏内入りを果たした。

## 収録曲
1. いつか見た青い空
作詞：武田鉄矢
作曲：千葉和臣
編曲：坂本昌之
ミュージック・ビデオには俳優の鈴木正幸が出演している[2]。
2. 初めは小さな舟を漕げ
作詞：武田鉄矢
作曲：中牟田俊男
編曲：坂本昌之
3. いつか見た青い空 (オリジナル・カラオケ)
作曲：千葉和臣
編曲：坂本昌之
表題曲のオリジナル・カラオケバージョン。
4. 初めは小さな舟を漕げ (オリジナル・カラオケ)
作曲：中牟田俊男
編曲：坂本昌之
カップリング曲のオリジナル・カラオケバージョン。

## タイアップ
- TBS系列木曜ドラマ『3年B組金八先生』第8シリーズ主題歌 (#1)

## 収録アルバム
- 3年B組金八先生主題歌集 (#1,3)
- 去華就実〜花散りて次に葉茂り実をむすぶ〜 (DISC 2#1,2)[注 1]
- エッセンシャル・ベスト 1200 海援隊 (#1)